# أنديد أنلاك
أنديد أنلاك (بالإنجليزية: Undead Unluck)‏ هي سلسلة مانغا يابانية تنشر في مجلة شونن جمب الأسبوعية منذ يناير 2020 وتم جمعها في 9 تانكوبون.

## الجوائز والترشيحات
| السنة | الجائزة               | النتيجة |
| ----- | --------------------- | ------- |
| 2020  | جائزة المانغا القادمة | فوز     |